# 清华大学自动化系

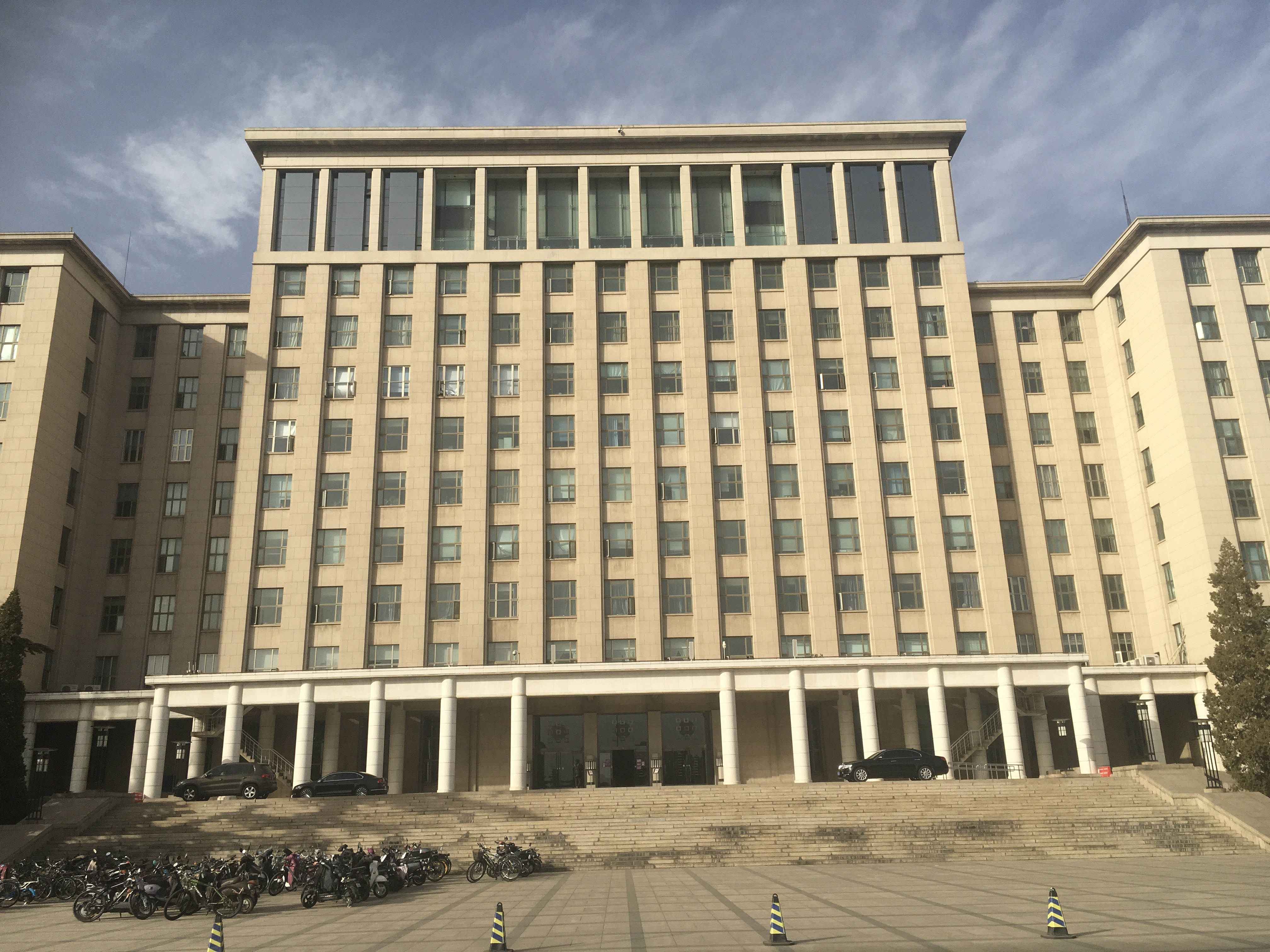
自動化系系館中央主樓

清华大学自动化系是清华大学的一个系，专注于自动化科学和技术研究。

## 历史[1]
- 20世纪50年代，清华大学设置了与自动化学科有关的一批专业。
- 1970年5月，自动化系成立，建系初人员主要来自电机系和动力机械系。
- 1979年7月，学校进行专业调整，将原来在计算机系从事自动控制理论研究与教学的部分教师并入自动化系，成立了控制理论教研组。
- 1988年，自动化系将原有本科专业生产过程自动化以及检测技术与自动化仪表合并，成立过程自动化与自动检测专业，原有的自动控制专业不变；1993年又将两个专业合并，成为今天的自动化专业。

## 自动化系机构设置

### 研究所
- 控制与决策研究所
- 信息处理研究所
- 系统工程研究所
- 检测与电子技术研究所
- 导航与控制研究所
- 工业智能与系统研究所
- 脑与认知科学研究所

### 研究中心
- 智能与网络化系统研究中心 （Center For Intelligent and Networked Systems, CFINS)

### 教学中心
- 自动化实验教学中心